# آتیس-سو-لاو
آتیِس-سو-لاو (به فرانسوی: Athies-sous-Laon) یک کمون در فرانسه است که در انه واقع شده‌است.

## خصوصیات
آتیِس-سو-لاو ۱۵٫۴۴ کیلومترمربع مساحت و ۲٬۶۲۴ نفر جمعیت دارد.